# شهرک مسعودیه
شهرک مسعودیه محله‌ای است در ناحیه ۶ منطقه ۱۵ شهرداری تهران و همجوار با محله اسلام‌آباد و شهرک والفجر و محدوده جغرافیایی آن در شمال به خیابان‌های ۲۰ متری بن‌بست مرادپور و خیابان فلسطین می‌رسد و در غرب به بزرگراه امام رضا (خاوران) و در شرق به منطقه مسگرآباد امتداد می یابدو در مرز جنوبی به خیابان شهید مالی محدود می‌شود. خیابانی که تقریباً از شمال تا جنوب مسعودیه را به دو نیم تقسیم کرده خیابان ابومسلم خراسانی نام دارد. از انشعابات خیابان ابومسلم از شمال تا تقاطع خیابان حاج عباس احمدی (میدان میوه وتره بار) از غرب۱۱فرعی و از شرق۱۳فرعی و از تقاطع خیابان شیرازی تا خیابان شهید مالی از غرب۱۸فرعی (فرعی‌های فرد) و از شرق۱۲فرعی (فرعی‌های زوج) دارد که شامل کل فرعی‌های مسعودیه می‌شود.

## تاریخچه و علت نامگذاری
این محله در کنار نقطه جمعیتی مسگرآباد که قدمتی ۳۰۰ ساله دارد متولد شده‌است. این زمین‌ها جزء زمین‌های کشاورزی مسگرآباد بوده‌اند که به تدریج
توسط کشاورزان به فروش رسیده و مردم مهاجر به خریداری آن‌ها اقدام کرده و شروع به ساخت وساز در این زمین‌ها کرده‌اند و آنرا به صورت مسکونی درآورده‌اند. البته به نظر بعضی از اهالی قدیمی، این زمین ها که به نیت زمین کشاورزی خریداری شده بودند بایر بوده و بعدها توسط کارگران که از روستاها برای کار آمده بودند خریداری شده‌است. کارگران نیز بعدها آن را ساخته و خانواده خود را به محله جدید انتقال داده‌اند. تا اینکه همین‌طور محله رشد کرده و به شهرک مسعودیه تبدیل شده‌است، که البته آغاز اصلی این ساخت وسازها به سال ۱۳۵۷ برمیگردد. به گفته اهالی قدیمی و شورایاری‌ها مالک اصلی این زمین‌ها فردی بنام محمدعلی وثوق الدوله بوده‌است که زمین‌های خود را به فردی دیگر بنام حاج پرویز نوری شیرازی فروخته‌است و حاج پرویز نوری شیرازی زمین‌ها را پس از خریداری به‌خاطر نام پسر خود مسعود ، مسعودیه نامگذاری کرده‌است و بعد فکیک زمین‌ها پرداخته و به افراد
دیگر فروخته‌است.

## دسترسی
برای سهولت رفت و امد راحت در محله مسعودیه تهران خطوط اتوبوس و ایستگاه‌های مترو و تاکسی فراوانی وجود دارد. مثل ایستگاه مترو بسیج، ايستگاه مترو كيانشهر، ايستگاه مترو 17 شهريور، ايستگاه مترو شهيد رضايی، ايستگاه مترو خراسان، خط 2 اتوبوس تندرو – پايانه آزادي – پايانه خاوران، خط 3 اتوبوس تندرو – پايانه علم و صنعت – پايانه خاوران، پايانه تاكسيرانی ثامن الحجج، پايانه تاكسيرانی بسيج.